# Latènezeitliches Gräberfeld Mannersdorf
Das latènezeitliche Gräberfeld bei Mannersdorf am Leithagebirge befindet sich in der Nähe von Bruck an der Leitha in Niederösterreich. Ab 1905 wurden hier in mehreren Grabungsperioden – neben einigen Gräbern aus der frühen und späten Bronzezeit – eine große Zahl an Bestattungen aus der frühen und mittleren Latènezeit freigelegt.

## Fundlage
In der Flur „Reinthal Süd“ bei Mannersdorf am Leithagebirge befindet sich eine Nekropole auf einem Ausläufer des Leithagebirges mit einer Ausdehnung von 200 mal 50 m. Die ersten Grabungen führte in den Jahren 1905, 1906 und 1912 Ritter von Seracin (auch Seracsin geschrieben) durch.
Ein Zufallsfund 1976 beim Pflügen führte zu planmäßigen Grabungen bis 1984 durch das Museum Mannersdorf und das Bundesdenkmalamt. Neben den erwähnten bronzezeitlichen Grabstellen wurden dabei 96 Körper- und Brandbestattungen aus der Latènezeit freigelegt. Einige Gruben waren mit kreisförmigen oder viereckigen Umhegungen versehen, die manchmal zu Grabgruppen zusammengewachsen waren. Die Gruben waren häufig mit steinernen Auskleidungen oder Steinpackungen verstärkt. Insgesamt 48 Frauen waren körperbestattet worden, dazu 24 Männer, die Brandgräber sind bei der Geschlechterbestimmung nicht auswertbar. S-förmige und fischblasenförmige (Grab 184) Stempelabdrücke auf mehreren Keramikgefäßen wurden genau vermessen und fotografiert, und dabei wurde festgestellt, dass diese nicht nur in Mannersdorf von denselben Stempeln stammen, sondern auch in anderen Fundstellen des Raumes Niederösterreich/Westungarn auftauchen (Neunkirchen, Pöttsching, Gräberfeld Pottenbrunn und Gräberfeld Sopron-Krautacker).
In einem Kindergrab (Grab 4) wurde ein 4–5-jähriges Mädchen bestattet. Das Grab hatte eine Sohlentiefe von 0,94 cm, eine Länge von 2,08 und eine Breite von 1,9 m. Die Steinpackung war aus Kalkstein und als Grabbeigaben wurden Fibeln, Bernstein- und Glasperlen, ein Bärenzahn, ein Lignit-Ring, einige Finger-, Arm- und Fußreifen, sowie eine Röhrenkanne, eine Flasche und ein Fußwaschgefäß gefunden.
Das Grab 13 mit den Überresten einer jungen Frau enthielt ebenfalls reiche Beigaben: eine Fibel mit Maskenschmuck, eine Halskette aus Bernstein, Bronze, Glas und Korallen, ein bronzener Radanhänger und ein Goldring, dazu Arm- und Beinschmuck und eine etruskische Bronzesitula mit zwei Henkel-Attaschen in der Form von Lotosblüten.
Im Grab 76 wurde eine „Omeganadel“ aus illyrischer Produktion, im Grab 115 zwei Goldarmreife mit Granulation, im Grab 180 – vermutlich einer Kriegerbestattung – eine durchbrochene Lanzenspitze mit breitem Blatt gefunden.
Aus römischer Zeit stammt ein weiteres Gräberfeld auf Mannersdorfer Gemarkung, das sich direkt östlich des Gräberfeldes aus der Latènezeit erstreckt.